# Saboteur!
Saboteur! (с англ. — «диверсант») — компьютерная игра в жанрах action-adventure и платформер, разработанная Клайвом Таунсендом и выпущенная компанией Durell в 1985 году на ZX Spectrum.  Позже игра портирована на Amstrad CPC, Commodore 64, Commodore 16 и Plus/4.

## Игровой процесс
Игрок управляет ниндзя, пробирающимся в охраняемый комплекс. Целью игры является:
- найти дискету, пока не истекло отведённое на это время;
- обнаружить на складах бомбу и расчистить пути к побегу (для побега используется расположенный на крыше вертолёт, время на всё это не ограничено);
- заложить бомбу в «мозговой центр» комплекса;
- пока бомба не взорвалась, схватить дискету и добежать до вертолёта.

В процессе игры можно подбирать и использовать различные предметы — в частности, камни или звёздочки, которыми можно бросать во врагов. Одновременно можно нести только один предмет. Присутствует полоска энергии, восполняющаяся, пока ниндзя отдыхает.
В начале игры требуется выбрать уровень сложности. От выбранной сложности зависят:
- ограничение по времени;
- состояние дверей (на первых двух все открыты; на более высоких приходится искать открывающие их Т-образные пульты);
- месторасположение бомбы;
- провалы в полу. При этом на высоких уровнях сложности даже одно падение в яму чревато тем, что на новую попытку времени не хватит.

## Оценки и отзывы
Saboteur! был восторженно встречен многими критиками. Так в обзоре журнала Crash отмечено, что Saboteur! — «один из лучших выпусков для ZX Spectrum в этом году» (one of the better releases on the Spectrum this year). C+VG охарактеризовали игру ёмким словом «победитель». Saboteur!  получила большое распространение и пользовалась успехом у игроков. Saboteur! занимает 55-е место в списке 100 лучших игр всех времен по версии журнала Your Sinclair.

## Наследие
В 1987 году вышло продолжение игры — Saboteur II: Avenging Angel.
В 90-е годы Таунсенд пробовал сделать сиквел Saboteur III, но не довёл до конца. Появлялись спрайты для игры, проходящей на подводной базе, также заявляли, что это задел для Saboteur III. На сайте RZX Archive игра с таким названием числится — малоизвестный чешский текстовый квест.
В 2015 году вышел ремейк для Nintendo Switch.